# Bangs (Texas)
Bangs es una ciudad norteamericana ubicada en el condado de Brown en el estado de Texas. En el Censo de 2010 tenía una población de 1.603 habitantes y una densidad poblacional de 419,89 personas por km².

## Geografía
Bangs se encuentra ubicada en las coordenadas 31°42′57″N 99°7′49″O / 31.71583, -99.13028. Según la Oficina del Censo de los Estados Unidos, Bangs tiene una superficie total de 3.82 km², de la cual 3.82 km² corresponden a tierra firme y (0%) 0 km² es agua.

## Demografía
Según el censo de 2010, había 1.603 personas residiendo en Bangs. La densidad de población era de 419,89 hab./km². De los 1.603 habitantes, Bangs estaba compuesto por el 84.84% blancos, el 4.12% eran afroamericanos, el 0.94% eran amerindios, el 0.06% eran asiáticos, el 0% eran isleños del Pacífico, el 6.36% eran de otras razas y el 3.68% pertenecían a dos o más razas. Del total de la población el 16.78% eran hispanos o latinos de cualquier raza.